# Straatsburgbrug
De Straatsburgbrug is een brug in het Antwerpse havengebied op de rechteroever van de Schelde. De brug loopt over het westelijke uiteinde van het Straatsburgdok, waaraan hij tevens zijn naam oontleent. Onderaan de brug staan het Havenhuis en restaurant Pomphuis. 
De huidige Straatsburgbrug werd gebouwd in 1996 en is een liggerbrug met tweemaal 2 rijvakken, met een lengte van 264 m. De doorvaarthoogte is 9,1 meter en de doorvaartbreedte bedraagt 58,65 meter.
Vroeger lag op dezelfde plaats een brug over het oostelijke uiteinde van het Kanaalsas, dat de verbinding vormde tussen het Amerikadok en het Straatsburgdok. Deze oorspronkelijke brug was een basculebrug van het Strausstype. Hij werd gebouwd in 1936 en was 26 meter lang.
Vanaf beide oevers kwamen er ooit 2 sporen naar de brug toe, maar op de brug was er maar één. Dit was één van de lijnen tussen de havendokken en Stuivenberg.
Sinds de kantoren van Port of Antwerp-Bruges in 2016 in het Havenhuis gevestigd zijn, wordt deze brug meer gebruikt.
Sinds 2019 werd naast de brug een tractiestation voor trams gebouwd.
In 2021 werd de brug meer dan een half jaar gedeeltelijk afgesloten wegens een verzakking van het wegdek. In augustus dat jaar werd begonnen met de herstellingswerken.
Albertbrug · Asiabrug · Berendrechtbrug · Boudewijnbrug · Droogdokbrug · Farnesebrug · Frederik Hendrikbrug · Kattendijkbrug · Kempischebrug · Kruisschansbrug · Lefèbvrebrug · Lillobrug · Londenbrug · Luikbrug · Meestoofbrug · Melselebrug · Mexicobrug · Nassaubrug · Noorderlaanbrug · Noordkasteelbrug · Noordlandbrug · Oosterweelbrug · Oudendijkbrug · Petroleumbrug · Royersbrug · Siberiabrug · Straatsburgbrug · Van Cauwelaertbrug · Willembrug · Wilmarsdonkbrug · Zandvlietbrug · Ophaalbrug Merksem Groot Dok · Ophaalbrug Merksem Klein Dok